# Saehrimnir
Sæhrimnir (Särimner,  óészaki: Sæhrímnir) egy vadkan a skandináv mitológiában, amely ételül szolgált az einherjaroknak a Valhallában. 
Sæhrimnirt minden nap levágták és megették, de másnap reggelre újjászületett és készen állt ismét a levágásra. Az egyetlen feltétel az volt, hogy a csontjait össze kellett gyűjteni és nem hiányozhatott egy sem. Az étel elkészítését Andhrimnir, az istenek szakácsa végezte az Eldhrimnir nevű üstjében.
Idézet az Eddából:
Ügyes Verítékhomlok

üstjében, Zubogóban

főzi Vérmest, a vadkant,

nincs ennél finomabb hús;

hősök mily eledelt esznek,

nem sokan sejtik.
Bár az Edda szerint az állat egy vaddisznó, egyes források szerint a lény mivoltja ott nincs meghatározva, s lehetne bármilyen fenevad.

## Fordítás
- Ez a szócikk részben vagy egészben  a   Särimner című svéd Wikipédia-szócikk fordításán alapul.  Az eredeti cikk szerkesztőit annak laptörténete sorolja fel. Ez a jelzés csupán a megfogalmazás eredetét és a szerzői jogokat jelzi, nem szolgál a cikkben szereplő információk forrásmegjelöléseként.
- Ez a szócikk részben vagy egészben  a   Sæhrímnir című angol Wikipédia-szócikk fordításán alapul.  Az eredeti cikk szerkesztőit annak laptörténete sorolja fel. Ez a jelzés csupán a megfogalmazás eredetét és a szerzői jogokat jelzi, nem szolgál a cikkben szereplő információk forrásmegjelöléseként.